# Лачаева, Марина Юрьевна
Мари́на Ю́рьевна Лача́ева (род. 1 декабря 1951, Москва) — российский историк, доктор исторических наук, профессор исторического факультета МПГУ, заведующий кафедрой истории России МПГУ. Автор учебно-методических курсов для вузов.

## Биография
Окончила кафедру источниковедения исторического факультета МГУ в 1973 году. Научный руководитель — профессор В. И. Бовыкин (1927—1998).
В 1977 году защитила кандидатскую диссертацию «Источниковедческие проблемы изучения иностранного капитала в России (на примере английского в меднорудной промышленности Урала и Сибири в начале XX в.)»; в 1997 году – докторскую диссертацию «Всероссийские промышленные выставки как социально-историческое явление».
С 1977 года работала на историческом факультете Московского педагогического государственного университета (бывш. Московского государственного педагогического института им. В. И. Ленина). В 1991–1995 годах была научным редактором ежемесячника «Былое».

## Научная деятельность
Область научных интересов: социально-экономическая история России и её осмысление отечественными и зарубежными исследователями и мыслителями; всемирное и национальное выставочное движение; история исторической науки; историческая психология.
Участник научных межвузовских семинаров «Индустриализация в России» и «Традиции русской исторической мысли», работающих на базе кафедры источниковедения исторического факультета МГУ. Член редколлегий ряда научных периодических изданий.

### Учебные курсы для вузов
- Историография истории России до 1917 года. Т. 1, 2. М., 2003, 2004. (в соавт.)
- Историография отечественной истории
- Власть, ученые и предприниматели: проблемы взаимодействия и поисков путей развития России (источники и литература)
- Историческая психология
- Генеалогия